# Sept Épées pour le roi
Pour plus de détails, voir Fiche technique et Distribution.
Sept Épées pour le roi (Le sette spade del vendicatore) est un film franco-italien réalisé par Riccardo Freda, sorti en 1962.
C'est le lointain remake du premier film du même réalisateur, Don César de Bazan.

## Fiche technique
- Titre original : Le sette spade del vendicatore
- Titre français : Sept Épées pour le roi
- Réalisation : Riccardo Freda
- Scénario : Filippo Sanjust d'après le roman d'Adolphe d'Ennery
- Musique : Franco Mannino
- Pays d'origine : Italie - France
- Genre : aventure
- Date de sortie : 1962

## Distribution
- Brett Halsey (VF : Marc Cassot) : Don Carlos de Bazan
- Béatrice Altariba (VF : Elle-même) : Isabella
- Giulio Bosetti  (VF : Michel Gudin ) : Duc de Saavedra
- Gabriele Tinti  (VF : Rene Beriard ) : Corvo (vf: Manuel
- Anita Todesco : Catherine
- Mario Scaccia  (VF : Jacques Berthier) : le cardinal
- Jacopo Tecchio  (VF : Jacques Deschamps) : l’intendant Arturo
- Antonio Corevi  (VF :  Georges Atlas) : un conspirateur
- John Karlsen (VF : Jean Berton) : le vieil acteur
- Jacques Stany : officier de l’exécution
- Alberto Sorrentino (VF : Henry Djanik) : Sancho
- Gabriele Antonini : Philippe III
- Bruno Ukmar : Pedro